# Barbie Dreamtopia
Barbie Dreamtopia è una serie televisiva animata del 2017 creata da Julia Pistor e Saul Blinkoff e diretta da Eran Lazar.

## Trama
Ogni giorno la piccola Chelsea vive avventure a Dreamtopia divertendosi con sua sorella Barbie in 4 mondi diversi.

## Doppiaggio
Il doppiaggio italiano è stato effettuato alla VSI Rome e diretto da Valerio Sacco.
| Personaggio  | Doppiatore originale | Doppiatore italiano |
| ------------ | -------------------- | ------------------- |
| Barbie       | Erika Lindbeck       | Emanuela Pacotto    |
| Chelsea      | Meira Blinkoff       | Emanuela Ionica     |
| Otto/Notto   | Addie Chandler       | Leonardo Caneva     |
| Honey        | Lucien Dodge         | Lucien Dodge        |
| Zoie/Zaffiro | Valentina Acosta     | Agnese Marteddu     |
| Neo          | Ben Diskin           | Federico Di Pofi    |
| Re Elefandte | ???                  | Massimiliano Plinio |
| Sir Cacio    | ???                  | Oliviero Dinelli    |